# جمشیدنامه
جمشیدنامه منظومه‌ای است فارسی نوشته خلیل زرگر، شاعر سده دهم اهل رشت.
خلیل زرگر در رشت صرافی می‌کرد و از شاعران دربار شاه جمشیدخان اسحاقی، حاکم گیلان بود.
جمشید اسحاقی (مرگ ۹۹۱ ق) بعد از خلع کارکیاخان احمد پادشاه در سال ۹۷۵ ق از طرف شاه طهماسب اول به حکومت گیلان رسید و در سال ۹۹۱ ق و به روایتی ۹۸۸ ق کشته شد. خلیل زرگر منظومه «جمشیدنامه» را برای وی به نظم آورد ولی شهرت نیافت. جمشیدخان خود شعر می‌سرود و اشعاری از وی در تذکره‌ها مسطور است. هدایت به اشتباه او را ترکستانی دانسته و اشعار مذکور در «مجمع‌الخواص» را به وی نسبت داده است.
این ابیات از جمشیدنامه است:
ز بسیاری نیزه‌داران جنگ
هوا بر سنین و سنان گشت تنگ
نمایان ز قربان کمان در جدال
چو از لکهٔ ابر نیمی هلال ...